# Uropterygius polystictus
Uropterygius polystictus is een  straalvinnige vissensoort uit de familie van murenen (Muraenidae). De wetenschappelijke naam van de soort is voor het eerst geldig gepubliceerd in 1941 door Myers & Wade.
De soort staat op de Rode Lijst van de IUCN als Onzeker, beoordelingsjaar 2007.